# Eduard Gustav Adolf Molnár
Eduard Gustav Adolf Molnár (18. září 1856, Lysá nad Labem – 28. října 1927, Úvaly) byl český reformovaný (posléze českobratrský) kazatel a publicista.
V letech 1882–1890 působil jako farář ve sboru v Libenicích a v letech 1890–1913 v Krabčicích u Roudnice nad Labem. Roku 1890 byl zvolen seniorem v roce 1903 se stal prvním předsedou Spolku českých evangelických duchovních (obou vyznání).
Mimo modlitebny v Kutné Hoře, pro niž vymohl podporu od přátel ve Skotsku, se jako farář v Krabčicích přičinil i o zbudování modernistického kostela v Roudnici, dokončeného roku 1909.

## Dílo
- Boj o světový názor. Praha, 1915 (cenzurováno)